# Circinella lacrymispora
Circinella lacrymispora är en svampart som beskrevs av Aramb. & Cabello 1996. Circinella lacrymispora ingår i släktet Circinella och familjen Mucoraceae.   Inga underarter finns listade i Catalogue of Life.